# Phần mềm nguồn mở

Logo Open Source Initiative

Phần mềm nguồn mở là phần mềm với mã nguồn được công bố và sử dụng một giấy phép nguồn mở. Giấy phép này cho phép bất cứ ai cũng có thể nghiên cứu, thay đổi, cải tiến phần mềm và phân phối phần mềm ở dạng chưa thay đổi hoặc đã thay đổi.
Năm 1998 một nhóm người chủ trương rằng thuật ngữ phần mềm tự do nên được thay thế bằng phần mềm nguồn mở vì thuật ngữ này ít mơ hồ hơn và dễ sử dụng hơn cho giới doanh nghiệp.
Định nghĩa Nguồn mở của Tổ chức Sáng kiến Nguồn mở (Open Source Initiative - OSI) thể hiện một triết lý nguồn mở và xác định ranh giới về việc sử dụng, thay đổi và tái phân phối phần mềm nguồn mở. Giấy phép phần mềm cung cấp cho người dùng các quyền vốn bị cấm bởi bản quyền, gồm các quyền về sử dụng, thay đổi và tái phân phối. Một vài giấy phép phần mềm nguồn mở đã được thẩm định thuộc giới hạn của Định nghĩa Nguồn mở. Ví dụ nổi bật nhất là Giấy phép Công cộng GNU (GPL). Trong khi nguồn mở cho phép công chúng truy cập vào nguồn của một sản phẩm, giấy phép nguồn mở cho phép tác giả điều chỉnh cách truy cập đó.

## Hiện tại
Thuật ngữ "phần mềm nguồn mở" có nghĩa gần tương đương với "mã nguồn mở" nhưng với độ bao hàm cao hơn. Phần mềm nguồn mở thì có hệ quả là mã nguồn mở, nhưng điều ngược lại thì không đúng (ví dụ một phần mềm có mã nguồn mở nhưng giấy phép "đóng" - hệ quả của tình huống này là người dùng được truy cập vào mã nguồn nhưng có thể bị ngăn cấm quyền sao chép, chỉnh sửa, phân phối lại...).
Ngày nay có rất nhiều dạng mở (không đóng) bao gồm: phần cứng, phần mềm nguồn mở, tài liệu/ học liệu mở, thiết kế mở... Phần mềm nguồn mở ngày nay phát triển với tốc độ khá cao, cho thấy nó có nhiều động lực hơn so với mã đóng. Không nghi ngờ ngày nay sự phát triển lĩnh vực công nghệ thông tin có thể nói tới nguồn mở như cái gì đó năng động nhất. Tốc độ phát triển của nó có thể nói đến từng giờ một.
Ở Việt Nam, phần mềm tự do nguồn mở là thuật ngữ được khuyến khích sử dụng, thay thế cho hai thuật ngữ là phần mềm tự do và phần mềm nguồn mở (đặc biệt là thay thuật ngữ "mã nguồn mở" - bởi vì sự bó hẹp và dễ gây ngộ nhận của nó).